# محمدنور دهانی
محمد نور دهانی استاد دانشگاه و نماینده مجلس شورای اسلامی است. وی در دوازدهمین دوره انتخابات مجلس شورای اسلامی حوزه سراوان که در ۱۱ اسفند ۱۴۰۳ برگزار شد با ۳۱۱۰۹ رای صحیح به مجلس راه یافت.
ایشان پس از راهیابی به مجلس عضو کمیسیون قضایی مجلس و رئیس مجمع نمایندگان استان سیستان و بلوچستان در اجلاسیه اول انتخاب شد.